# Panzergruppe 2
Panzergruppe 2 var ett tyskt förband av arméstorlek under andra världskriget vilket spelade en stor roll i operation Barbarossa. Den sattes upp den 16 november 1940 från XIX. Armeekorps.

## Barbarossa
Pansargruppen deltog i den inledande delen av anfallet på Sovjetunionen som en del av armégrupp Mitte.

### Organisation
Organisation den 22 juni 1941:
- XXIV. Armeekorps
- XXXXVI. Armeekorps
- XXXXVII. Armeekorps

Organisation den 27 juni 1941: 
- VII. Armeekorps
- XX. Armeekorps
- IX. Armeekorps
- XXXXVI. Armeekorps
- XXIV. Armeekorps
- XXXXVII. Armeekorps

## Moskva

### Organisation
Organisation den 30 september 1941: 
- XXXXVIII. Armeekorps
- XXXXVII. Armeekorps
- XXIV. Armeekorps
- XXXV. Armeekorps
- XXXIV. Armeekorps

## Ledning

### Befälhavare
- Generaloberst Heinz Guderian 16 november 1940 - 5 oktober 1941

### Stabschef
- Oberstleutnant Kurt von Liebenstein 16 november 1940 - 5 oktober 1941

### Operationschef (Ia)
- Oberstleutnant Fritz Bayerlein 16 november 1940 - 29 augusti 1941
- Major Werner Wolff 29 augusti 1941 - 5 oktober 1941